# 山崎正夫
山崎 正夫（やまざき まさお、1943年5月26日 - ）は日本東京都出身の実業家。西日本旅客鉄道の5代目代表取締役社長である。

## 人物
JR福知山線脱線事故後の2006年に社長に就任。JR福知山線脱線事故の原因と考えられた井手正敬派による利益追求偏重の経営方針を徹底的に排除するため、「井手イズム」の一掃を目指し、次期社長有力候補と目されていた井手派の副社長・丸尾和明を子会社（日本旅行）へ転属させた。また、2009年7月には記者会見で「井手氏とは基本的に縁を切る」と述べ、事故の責任をとって相談役を退任していた井手について、さらにジェイアール西日本総合ビルサービスなど関連会社2社との顧問契約も7月末で解除することを明らかにするなど、井手派の徹底的な排除を断行し、同社の企業風土変革に尽力した。なお、後任となる佐々木隆之も山崎の考えを継承している。しかしながら、JR福知山線脱線事故の刑事責任を問われ（鉄道本部長時代の当該事故区間の線路付け替えに関し、急カーブであったのにATS-Pの設置が遅れたことが事故原因の一つとされた）在宅起訴されたことで、2009年に社長職を退いた。2012年に神戸地方裁判所（岡田信裁判長）より無罪判決、神戸地方検察庁は控訴を断念したため無罪が確定した。

## 略歴
- 1966年 - 東京大学工学部を卒業後、日本国有鉄道に入社。地方交通線対策室次長などを歴任。
- 1987年4月 - 国鉄分割民営化により西日本旅客鉄道株式会社入社。同社新幹線運行本部運輸部長。
- 1992年6月 - 同社 福岡支社長、TiS本部福岡営業支店長。
- 1996年6月 - 同社 常務取締役鉄道本部長。
- 1998年10月 - 株式会社ジェイアール西日本メンテック代表取締役副社長就任。
- 2005年6月 - 西日本旅客鉄道 代表取締役副社長。
- 2006年2月 - 同社 代表取締役社長 兼 執行役員就任。
- 2009年6月 - 神戸地方検察庁よりJR福知山線脱線事故で業務上過失致死罪で在宅起訴され、辞任を表明[1]。
- 8月 - 西日本旅客鉄道 取締役 兼 執行役員。
- 9月 - 福知山線事故に関して、元国鉄OBで当時の航空・鉄道事故調査委員会（現運輸安全委員会）委員だった山口浩一に飲食接待して、最終報告書の公表前に事前入手[2][3]したうえで、JR西日本にとって不利になる記載内容を、最終報告書から削除するよう要請していたことが発覚した[4]。また、航空・鉄道事故調査委員会が最終報告書をまとめる半年前（2006年12月）に公表された事実調査報告書についても、委員（元国鉄OB）を通じて事前入手するよう、当時の部下（JR西日本元幹部）に指示していたことも明らかになった[5]。
- 10月 - 福知山線事故に関して、航空・鉄道事故調査委員会が開いた意見聴取会の公述人に応募するよう、国鉄OBなどに働きかけていたことが明らかになった[6]。また、公述人に対しては、JR西日本にとって過失の度合が低くなるような証言を依頼していたことも明らかになっている[7]。
- 10月23日 - 上記不祥事の責任を取る形で土屋隆一郎副社長とともに取締役辞任、嘱託[8]。
- 2010年12月21日 - 初公判が神戸地方裁判所で開廷。山崎は謝罪した。起訴内容については全面的に否認した。各方面から賛否両論が相次いだ。
- 2012年1月 - 11日に神戸地方裁判所において無罪判決[9]。25日に神戸地方検察庁は控訴断念を発表、翌26日に無罪確定[10]。